# 出雲綾
出雲 綾（いずも あや、7月8日 - ）は、日本の女優・歌手。元宝塚歌劇団月組の女役。元月組・宙組組長。
兵庫県宝塚市、県立宝塚高等学校出身。身長160cm。愛称は「たき」。

## 来歴
1981年、宝塚音楽学校入学。
1983年、宝塚歌劇団に69期生として入団。月組公演「春の踊り／ムーンライト・ロマンス」で初舞台。その後、星組に配属。
1998年1月1日付で、宙組創設に伴う発足メンバーとして宙組へ組替えし、宙組の初代副組長に就任。
2002年3月25日付で宙組組長に就任。
2005年4月4日付で専科へ異動となる。
2006年10月2日付で月組へ異動となり、月組組長に就任。
2008年7月6日、彩乃かなみ退団公演となる「ME AND MY GIRL」東京公演千秋楽をもって、宝塚歌劇団を退団。
退団後は2011年から2014年まで劇団四季に在籍。
現在も舞台を中心に活動している。

## 人物
母は宝塚OGの白菊八千代。
在団中は清楚な貴婦人から敵対する女役まで幅広く演じる実力派と評された。また、ずば抜けた歌唱力で歌手としても活躍し、本公演では10回に渡りエトワールを務めた。

## 宝塚歌劇団時代の主な舞台

### 初舞台
- 1983年3 - 5月、月組『春の踊り』『ムーンライト・ロマンス』（宝塚大劇場のみ）

### 星組時代
- 1985年8月、『西海に花散れど』新人公演：二位の尼（本役：葉山三千子）／『ザ・レビューⅢ』
- 1986年3月、『レビュー交響曲』新人公演：お涼（本役：松本悠里）
- 1986年9月、『華麗なるファンタジア』新人公演：パレストリーナ（本役：ありす未来）／『ブギ・ウギ・フォーリーズ』
- 1987年1月、『紫子』新人公演：たず（本役：藤京子）／『ジュビリー・タイム!』
- 1987年5月、『WHAT'S THE TITLE …』（東京特別・バウ）バックレディー
- 1987年6月、『別離の肖像』ニーナ、新人公演：グレタ（本役：葉山三千子）
- 1988年2月、『炎のボレロ』新人公演：カルメン（本役：葉山三千子）／『Too Hot!』
- 1988年6月、『戦争と平和』新人公演：ナターリア・ロストワイ伯爵夫人（本役：藤京子）
- 1989年3月、『春の踊り』／『ディガ・ディガ・ドゥ』新人公演：グロリア・ユージン（本役：花愛望都）
- 1989年9月、『ベルサイユのばら -フェルゼンとマリー・アントワネット編-』カロンヌ子爵夫人
- 1990年1月、『太陽に背を向けて』（バウ）パメラ
- 1990年5月、『メイフラワー』ケイト／『宝塚レビュー 90』
- 1990年7月、『満漢全席（フルコース）』（バウ）
- 1990年9月、『シティライト・メロディ』（バウ）シュザンヌ・ジル
- 1991年1月、『パール・ジョーイ』（バウ）サンドラ
- 1991年5月、『恋人たちの肖像』アグネス／『ナルシス・ノアール』
- 1991年9月、『グランサッソの百合』（バウ・東京特別・名古屋特別）フランチェスカ
- 1991年11月、『紫禁城の落日』梅玉琴
- 1992年1月、『FANTASTIC“N”』（バウ）秘書
- 1992年5月、『白夜伝説』リルム／ピクシーの声／『ワンナイト・ミラージュ』 エトワール
- 1993年6月、『うたかたの恋』マリンカ／『パパラギ -極彩色のアリア-』
- 1993年8月、『FILM MAKING』（バウ・東京特別）イヴ・ウィルスコックス
- 1993年12月、『ライト&シャドウ』（ドラマシティ）エリザベス
- 1994年2月、『若き日の唄は忘れじ』小柳の女房／『ジャンプ・オリエント!』
- 1994年4月、『うたかたの恋』マリンカ／『ジャンプ・オリエント!』（全国ツアー）
- 1994年7月、『花扇抄』／『扉のこちら』ポンボーヌ夫人／『ミリオン・ドリームズ』（ロンドン）
- 1994年8月、『カサノヴァ・夢のかたみ』マリア・テレジア／『ラ・カンタータ』 エトワール
- 1995年4月、『国境のない地図』ベアーテ
- 1995年5月、『殉情』（バウ・東京特別）しげ
- 1995年9月、『剣と恋と虹と』ルイーズ／『ジュビレーション!』 エトワール
- 1995年12月、『Action!』（シアタードラマシティ）
- 1996年5月、『二人だけが悪 -男には秘密があったそして女には…-』シモーヌ／『パッション・ブルー』 エトワール
- 1996年6月、『剣と恋と虹と／ジュビレーション!』（全国ツアー）ラグノー
- 1996年11月、『エリザベート -愛と死の輪舞-』ゾフィー
- 1997年1月、『武蔵野の露と消ゆとも』（バウ・東京特別）天璋院
- 1997年5月、『誠の群像 -新撰組流亡記-』八重／『魅惑Ⅱ -ネオ・エゴイスト-』
- 1997年9月、『夜明けの天使たち』（東京特別）カラミティ・ジェーン

### 宙組時代
- 1998年1月、『夢幻宝寿頌』／『This is TAKARAZUKA!』（香港） エトワール
- 1998年3月、『エクスカリバー -美しき騎士たち-』ナネット／『シトラスの風』
- 1998年6月、『嵐が丘』（東京特別・名古屋特別）メアリー
- 1998年10月、『エリザベート -愛と死の輪舞-』ゾフィ
- 1999年4月、『エクスカリバー -美しき騎士たち-』ナネット／『シトラスの風』（全国ツアー）
- 1999年6月、『激情 -ホセとカルメン-』フランスキータ／『ザ・レビュー 99』
- 1999年9月、『TEMPEST -吹き抜ける九龍-』（バウ）ステファニー・バーンズ
- 2000年1月、『砂漠の黒薔薇』ジャミラ妃／『GLORIOUS!!』
- 2000年6月、『宝塚 雪・月・花』／『サンライズ・タカラヅカ』（ベルリン）
- 2000年8月、『望郷は海を越えて』唐戸／『ミレニアム・チャレンジャー!』
- 2001年2月、『望郷は海を越えて』唐戸／『ミレニアム・チャレンジャー!』（中日）
- 2001年4月、『ベルサイユのばら2001 -フェルゼンとマリー・アントワネット編-』モンゼット侯爵夫人
- 2001年9月、『フィガロ!』（バウ）マルチェリーナ
- 2001年11月、『カステル・ミラージュ -消えない蜃気楼-』ドリス／『ダンシング・スピリット!』
- 2002年4月、『カステル・ミラージュ』ジュリエッタ／『ダンシング・スピリット!』（全国ツアー）
- 2002年7月、『鳳凰伝 -カラフとトゥーランドット-』アミン／『ザ・ショー・ストッパー』
- 2003年1月、『おーい、春風さん』鳥追い／『春ふたたび』やす（バウ）
- 2003年2月、『傭兵ピエール -ジャンヌ・ダルクの恋人-』イヴォンヌ／『満天星大夜總会』
- 2003年8月、『鳳凰伝 -カラフとトゥーランドット-』アミン／『ザ・ショー・ストッパー』（博多座）
- 2003年10月、『白昼の稲妻』カッサンドラ／『テンプテーション! -誘惑-』
- 2004年5月、『ファントム』カルロッタ
- 2004年10月、『風と共に去りぬ』（全国ツアー）マミー
- 2005年1月、『ホテル　ステラマリス』ミセス・サランドン／『レビュー伝説』

### 専科時代
- 2005年7月、『Ernest in Love』（月組：梅田芸術劇場）ブラックネル
- 2005年9月、『Ernest in Love』（花組：日生劇場）ブラックネル
- 2006年1月、『ベルサイユのばら -フェルゼンとマリー・アントワネット編-』（星組）モンゼット侯爵夫人 エトワール
- 2006年6月、『ファントム』（花組）カルロッタ

### 月組時代
- 2007年1月、『パリの空よりも高く』エレノール・ラ・モール／『ファンシー・ダンス』
- 2007年5月、『ダル・レークの恋』（全国ツアー）インディラ
- 2007年8月、『MAHOROBA -遥か彼方大和-』／『マジシャンの憂鬱』ギゼラ
- 2007年12月、『A-“R”ex』（ドラマシティ・東京特別）アテナ
- 2008年3月、『ME AND MY GIRL』マリア 退団公演、エトワール[3]

## 宝塚歌劇団退団後の主な活動

### 舞台
- ブロードウェイミュージカルショー「SHOWTUNE」（2008年11月28日～30日、兵庫県立芸術文化センター）
- 「シェルブールの雨傘」（2009年12月5日～28日、日生劇場）エリーズ
- 「マイ・フェア・レディ」（2010年10月18～31日、博多座）アンスフォード・ヒル夫人
- TAKARAZUKA WAY TO 100th ANNIVERSARY 「DREAM TRAIL - 宝塚伝説 -」（2011年1月23日～30日、青山劇場。2月3日～8日、シアタードラマシティ）
- 劇団四季「マンマ・ミーア!」（2011年7月～2012年2月、電通四季劇場［海］、京都劇場）ロージー
- 劇団四季「赤毛のアン」（2012年5月〜、全国公演）レイチェル・リンド夫人
- エリザベート スペシャルガラコンサート （2012年11月6日～21日、東急シアターオーブ。2012年11月25日～12月3日、梅田芸術劇場）ゾフィー
- 「シェルブールの雨傘」（2014年9月 - 10月、シアタークリエ 他）エリーズ
- 「ダンス・オブ・ヴァンパイア」（2015年11月、帝国劇場）レベッカ
- 「王家の紋章」（2016年8月、帝国劇場）ナフテラ
- エリザベート TAKARAZUKA20周年 スペシャル・ガラ・コンサート（2016年12月9日～18日、梅田芸術劇場。2017年1月8日～20日、Bunkamuraオーチャードホール）[9]ゾフィー
- エリザベート TAKARAZUKA25周年 スペシャル・ガラ・コンサート（2021年4月5日～11日、梅田芸術劇場。2021年4月17日～5月5日、東急シアターオーブ）[10]ゾフィー
- ミュージカル「王家の紋章」（2021年8月、帝国劇場。2021年9月、博多座）ナフテラ[11]